# Tornado kod Novske 1892.
Tornado kod Novske 1892. godine je u poslijepodnevnim satima 31. svibnja 1892. u 16:17 sati zahvatio područje željezničke stanice u Novskoj i obližnju šumu i nanio znatnu štetu. Tornado je izbacio sa željezničkih tračnica vagone vlaka koji je u 16:17 krenuo za Novu Gradišku. Stražnji vagon, težak preko 13 tona, bačen je s udaljenosti od 30 metara preko telegrafskih vodova. U vlaku je bilo pedesetak putnika, od kojih su tri teško ranjena, a jedan je pastir poginuo. Na temelju smjera prevrtanja vagona i drveća u obližnjoj šumi Andrija Mohorovičić zaključio je da je vjetar u tom dijelu ciklonski, te je procijenio brzinu tornada između 46 i 158 m/s. Tornado se sastojao od dvaju vrtloga, tj. bila su dva tornada, promjera 800 do 1200 metara i 2300 metara s izuzetno niskim tlakom zraka u središtu. Oluja se formirala na jugoistočnome rubu olujne fronte koja se kretala sjeveroistočno. Rub te fronte poklapao se s niskim tlakom zraka na području sjeverne Bosne i Hercegovine. Temperature su bile vrlo visoke za to godišnje doba, a temperaturna razlika između obalnog i unutarnjeg područja bila je velika. Tijekom tornada temperatura se spustila za 10 °C. Prema današnjim klasifikacijama TORRO, ovaj tornado bi bio klasificiran kao T6, ili umjereno destruktivan tornado.
Za potrebe sanacije šteta, odnosno kao pomoć u izvozu velikih količina palih slavonskih hrastova, stizali su novi doseljenici iz cijele Austro-Ugarske, uključujući i veliki broj obrtnika, koji trajno naseljavaju područje Novske, te gospodarski uzdižu cijeli kraj.
Poručnik Kaudernat pripovijeda sljedeće:

## Šteta
Zbog obilne kiše voda je na pojedinim mjestima probila željeznički nasip, a na poljima je bila visoka i do jednog metra. Krov glavne zgrade, magazina i stražarnice odletio je na samom kolodvoru. Uništeno je do 150 000 hrastova i bukvi promjera debla od 0,7 do 1,2 m.